# Якеш, Милош
Милош Якеш (чеш. Miloš Jakeš; 12 августа 1922[…], Ческе-Халупы — 9 июля 2020, Прага, Чехия) — чехословацкий коммунистический политик и государственный деятель, генеральный секретарь ЦК Компартии Чехословакии (КПЧ) в 1987—1989 годах. Занимал в руководстве КПЧ консервативные позиции, был противником Пражской весны. Отстранён от власти в ходе Бархатной революции.

## Происхождение и работа
Родился в бедной семье чешских крестьян. При рождении получил имя Милоуш, однако с детства предпочитал произношение и написание Милош, всегда был известен под этим именем.
С 15-летнего возраста Милош Якеш работал слесарем в Злине на обувном предприятии Baťa. В 1944 году без отрыва от производства с отличием окончил Высшую промышленную школу. Приобрёл специальность электротехника, затем работал монтажником, а позднее конструктором на предприятии «Свит» в Готвальдове.

## Партийный функционер
В мае 1945 года вступил в Коммунистическую партию Чехословакии (КПЧ). Сделал быструю партийную карьеру. В 1947—1952 годах занимал различные административные посты, был первым секретарём райкома и обкома Чехословацкого союза молодёжи, членом Президиума ЦК ЧСМ. В 1950 году избран председателем Единого национального комитета в Готвальдове. В 1952 году переведён в Прагу на должность секретаря ЦК ЧСМ. Курировал вопросы идеологии, культуры и международных отношений.
С 1955 по 1958 год находился на учёбе в СССР. Учился вместе с А. Дубчеком. Прошёл курс Высшей партшколы при ЦК КПСС. Впоследствии М. Якеш вспоминал о впечатлении, которое произвёл на него доклад Н. Хрущёва «О культе личности и его последствиях» на XX съезде КПСС. Называл интересным период Хрущёвской оттепели. В то же время М. Якеш никогда не проявлял склонность к реформаторским идеям в марксизме, придерживался консервативных ортодоксальных позиций.
Вернувшись в Чехословакию в 1958 году, занял пост заведующего сектором ЦК КПЧ. В 1961 году назначен руководителем Центрального управления по делам национальных комитетов. C 1963 года был первым заместителем председателя Центрального управления по развитию местного хозяйства. Центрального управления по развитию местного хозяйства. В 1966—1968 годах — заместитель министра внутренних дел по гражданско-административным вопросам ЧССР.

## Во время Пражской весны и «Нормализации»
С марта 1968 года председатель Центральной контрольно-ревизионной комиссии КПЧ (членом которой был с 1966 года). В период Пражской весны (1968) высказывался в поддержку некоторых преобразований — например, расширения самостоятельности госпредприятий, повышение роли словацкого партгосаппарата. Однако был категорически против политической либерализации, отстаивал монополию власти КПЧ и социалистический путь развития.
В августе 1968 года поддержал ввод в Чехословакию войск Варшавского договора. Он находился в СССР в составе делегации чехословацкого руководства, полностью одобрил подписание «Московского протокола», означавшего полный отказ от курса Пражской весны. Но в то же время он лично непосредственно не обращался с просьбой о вводе иностранных войск, не подписывал т. н. «Пригласительное письмо» в ЦК КПСС.
В период «нормализации» 1970-х годов продолжал возглавлять контрольно-надзорную комиссию ЦК КПЧ. Под его руководством рассматривались личные дела и производились исключения из партии сторонников Пражской весны.
С 1971 года депутат Народной палаты, с 1981 года — член Президиума Федерального собрания ЧССР.
С 1977 года — член ЦК КПЧ, кандидат в члены Президиума, секретарь ЦК по сельскому хозяйству и пищевой промышленности. С 1981 года — член Президиума ЦК, секретарь ЦК КПЧ по экономике, председатель Народнохозяйстивенной комиссии ЦК. Если в идеологии он отличался консервативным подходом, то в экономических вопросах готов был на определённые преобразования, снижение административного регулирования, заимствование западного опыта. Так, в период его секретарства прекратилось укрупнение сельскохозяйственных кооперативов, стало шире применяться финансовое стимулирование производителей. Якеш выступал за «активное использование товарно-денежных механизмов в социалистическом хозяйстве». Однако его планы по большей части оставались на уровне проектов. Любые реформы рыночного характера рассматривались руководителями КПЧ как политически опасные.

## Генеральный секретарь
Перестройка в СССР вынудила руководство КПЧ предпринять шаги, имитирующие преобразования. Было произведено персональное разделение высшей партийной и государственной власти. Пост президента ЧССР сохранил Густав Гусак. Генеральным секретарём ЦК КПЧ стал Милош Якеш. Это назначение считалось удачным, поскольку по экономическим вопросам Якеш позиционировался в перестроечном ключе и осваивал соответствующую риторику.
В то же время Якеш подчёркивал незыблемость политической системы, категорический отказ от пересмотра официальной оценки событий 1968 года. На фоне процессов в СССР и других странах Восточной Европы, активизации диссидентских групп и массового недовольства в самой Чехословакии такой курс выглядел обречённым.
Важным событием политической биографии Милоша Якеша стало выступление на партийном совещании в пльзеньском «Червены Градеке» 17 июля 1989 года. Совещание проводилось как закрытое, но — непредвиденно для организаторов — представитель чехословацкого ТВ сохранил и опубликовал видеозапись. Её распространению активно способствовал Александр Вондра.
В порыве откровенности генеральный секретарь фактически признал изоляцию КПЧ в чехословацком обществе. Положение коммунистов он охарактеризовал jako kůl v plotě — «как колья в заборе», подчёркивая политическое одиночество и необходимость сплочения. Это выражение быстро превратилось в презрительный мем. Тогда же Якеш пожаловался, что артисты эстрады зарабатывают больше, чем кадровые партийцы, в том числе он сам. Эта часть речи принесла Якешу анекдотическую известность. На таком фоне призывы к «оживлённой перестройке», «усилению авангардной роли партии», «отпору антисоциалистическим силам» (Якеш особо назвал Вацлава Гавела) не могли восприниматься всерьёз.

## Отстранение от власти
17 ноября 1989 года студенческая демонстрация в Праге положило начало Бархатной революции. М. Якеш в это время отдыхал на партийном курорте Orlík-Vystrkov. Большого значения событиям он поначалу не придавал. Только 19 ноября он счёл нужным обсудить ситуацию с секретарём Пражского комитета КПЧ Мирославом Штепаном. 20 ноября генеральный секретарь опубликовал статью в Руде право — о «группах людей, которые дестабилизируют политическую ситуацию и ищут поддержки у западных СМИ». Неадекватность своей реакции на более чем серьёзную ситуацию Якеш впоследствии объяснял тем, что его сознательно вводил в заблуждение начальник Службы госбезопасности (StB) Алоиз Лоренц.
Аналитики предполагали, что протестные выступления пыталась использовать в своих интересах группа функционеров КПЧ и СГБ во главе с Любомиром Штроугалом. В этом контексте отстранение Якеша с поста генерального секретаря являлось одним из первых шагов.
21 ноября выступил по телевидению и заявил о согласии на диалог «только с теми, кто признаёт социализм». Он категорически отказался от контактов с Вацлавом Гавелом. Лозунг «Долой Якеша!» занял важное место в требованиях демонстрантов. М. Якеш настроился на подавление протестов. Как генеральный секретарь ЦК КПЧ он был главнокомандующим партийными вооружёнными формированиями — «Народной милицией». В ночь на 22 ноября эти отряды заняли позиции в Праге. Однако большая часть партийного руководства внезапно выступила против силовых действий. Начальник генерального штаба чехословацкой армии Мирослав Вацек предупредил, что не допустит насилия над демонстрантами. Единолично отдать такой приказ Якеш не решился.
23 ноября провёл встречу с несколькими шахтёрами. Горняки высказались против всеобщей забастовки, которая могла привести к экономическому хаосу. В то же время они назвали оправданными требования студентов и отметили, что мнение рабочих ни власти, ни интеллигенция не считают нужным узнавать. Якеш самоуверенно интерпретировал эти высказывания как поддержку своей позиции и пообещал «всё решить на завтрашнем заседании»
Заседание ЦК КПЧ 24 ноября 1989 года действительно состоялось. На нём было принято решение об отстранении М. Якеша с поста генерального секретаря. Его преемники Карел Урбанек и Василь Могорита объявили, что отныне КПЧ следует курсом Пражской весны. 7 декабря М. Якеш и его ближайший политический единомышленник Мирослав Штепан были исключены из КПЧ.

## На пенсии
В послереволюционной ЧСФР и независимой Чехии дистанцировался от активной политики. Однако он часто посещал коммунистические публичные мероприятия, особенно первомайские, выступал с заявлениями, давал интервью. Особо Якеш был замечен на похоронах Мирослава Штепана и Василя Биляка.
Остался при прежних взглядах: исповедовал марксизм-ленинизм, резко осуждал Горбачёва и Гавела. Высказывал симпатии к Владимиру Путину и внешней политике РФ, рассматривал усиление российских позиций в Европе как противовес американскому влиянию. События 1989 года расценивал как заговор карьеристов из номенклатуры КПЧ и СГБ, организованный с санкции из Москвы. При этом отказывал диссидентам в какой-либо существенной роли, поскольку считал, будто «всё сделали такие, как Штроугал, Адамец и Лоренц».
В 1996 году издал мемуары Dva roky generálním tajemníkem — «Два года в генеральных секретарях». Автор излагал основы своего мировоззрения, оправдывал политику КПЧ (сравнивал её с гуситством) и собственную деятельность.
С 1943 года был женат на Кветене Якешовой (скончалась в 2013 году), имел двух сыновей. Внук в 2013 году умер в США.

## Привлечения к суду
В 2002 году 80-летний М. Якеш и 79-летний Йозеф Ленарт были привлечены к судебной ответственности за государственную измену. Они обвинялись в намерении сформировать в августе 1968 года «рабоче-крестьянское правительство» и призвать советские войска на территорию Чехословакии (лидером этой группы был Василь Биляк). Однако оба были оправданы — суд не нашёл в их действиях нарушения тогдашних законов ЧССР, а с непосредственной просьбой о вводе войск они не обращались. Сами Якеш и Леннарт характеризовали обвинения как «месть за социализм», сравнивали судебные заседания с политическими процессами времён Клемента Готвальда, а себя — с жертвами репрессий.
В 2019 году Бюро по документации и расследованию преступлений коммунизма возбудило уголовное дело в отношении М. Якеша, Л. Штроугала и В. Вайнара. Бывшему генсеку КПЧ, бывшему премьеру ЧССР и бывшему министру внутренних дел ЧССР вменялись убийства, совершённые на границе Чехословакии в 1976—1989 годах. Согласно обвинению, они имели возможность предотвратить применение огнестрельного оружия и служебных собак против чехов и словаков, пытавшихся бежать из ЧССР в Австрию и ФРГ — однако сознательно допускали огонь на поражение и иные методы, повлекшие гибель девяти человек.

## Кончина
В середине июля 2020 года стало известно, что он скончался не то 9, не то 10 числа, на 98 году жизни. И был без размаха похоронен.